# Nguyễn Văn Lập
Nguyễn Văn Lập (1927 - 25 tháng 6 năm 2021), tên khai sinh Kostas Sarantidis (tiếng Hy Lạp: Κώστας Σαραντίδης), là một chiến sĩ người Hy Lạp–Việt Nam. Ông là người nước ngoài duy nhất từ trước tới nay được phong tặng danh hiệu Anh hùng Lực lượng Vũ trang Nhân dân của Việt Nam. Ông là chiến sĩ "Việt Nam mới", người Hy Lạp duy nhất từng hoạt động trong lực lượng Việt Minh thời chiến tranh Đông Dương.
Sau 1954, ông từng bị khai trừ khỏi Đảng Lao động Việt Nam vì không chấp nhận tái hôn với vợ cũ. Năm 1965, ông trở về Hy Lạp và sống tại đó đến khi qua đời. Sau khi về nước, ông tích cực vận động người Hy Lạp ủng hộ Việt Nam, ông đã vài lần về thăm Việt Nam và có nhiều đóng góp cho quan hệ giữa 2 nước. Ngày 9 tháng 11 năm 2010, Chủ tịch nước Việt Nam công nhận ông là công dân Việt Nam. Tháng 5 năm 2013, Chủ tịch nước đã phong tặng danh hiệu Anh hùng lực lượng vũ trang nhân dân Việt Nam cho ông.

## Tiểu sử

### Thuở nhỏ
Kostas Sarantidis (có tài liệu chép là Costas Sarantidis) sinh năm 1927 trong một gia đình công nhân ở Thessaloniki, Hy Lạp. Khi 16 tuổi, ông bị phát xít Đức bắt đi lính và đưa sang Đức. Ông trốn thoát và sống tạm trên những chuyến tàu qua lại biên giới Nam Tư - Hy Lạp.
Sau khi chấm dứt Thế chiến thứ hai, vì không có giấy tờ tùy thân nên ông không thể trở về Hy Lạp. Bị đưa vào trại tập trung tại Ý, đầu năm 1946 ông xin gia nhập quân lê dương Pháp và được đưa sang Đông Dương theo "sứ mệnh" giải phóng các dân tộc tại đây, giải giáp phát xít Nhật.

### Tham chiến tại Việt Nam
Đơn vị ông được tàu chiến đưa đến Sài Gòn rồi sau đó lên xe lửa đi ra miền Trung. Ngay những ngày đầu đến Việt Nam, ông đã chứng kiến nhiều hành động tàn ác của quân Pháp đối với người dân bản xứ, ông nhận ra quân Pháp chỉ là kẻ xâm lược nên nảy sinh ý định đào ngũ sang lực lượng Việt Minh. Ông kể lại: "Chúng tôi không tham gia vào nhiều trận đánh ở miền Nam. Các binh sĩ được lệnh đi càn và đốt phá để chứng tỏ bản thân mình cứng rắn... Tôi muốn bỏ hàng ngũ vì không thể chịu đựng thêm nữa khi ngày cuối cùng tại đơn vị, tôi tận mắt chứng kiến cả trung đội hãm hiếp một thiếu nữ 14-15 tuổi"
Đóng quân Bình Hòa, Mũi Né, Bình Thuận, người trực tiếp giúp Kostas Sarantidis về với Việt Minh là nữ tình báo Mai Lê. Bố mẹ Mai Lê là những người yêu nước, tham gia kháng chiến và đã hy sinh. Mặc dù còn rất trẻ, nhưng Mai Lê và một số bạn học đã rời thành phố, tham gia kháng chiến. Kostas Sarantidis gặp Mai Lê khi cô đang là vợ của thiếu úy Christianis - một đồn trưởng tại Phan Thiết. Ông đã được Mai Lê móc nối với cơ sở của Việt Minh (sau đó, nữ tình báo này bị lộ và bị giặc hành quyết vào tháng 7 năm 1946). Sự hy sinh thầm lặng của Mai Lê khiến Kostas Sarantidis khâm phục.
Khi thời cơ đến, vào lúc 2 giờ sáng ngày 6 tháng 4 năm 1946, ông đào ngũ khỏi đội quân lê dương Pháp để ra vùng tự do ở Bình Thuận, rủ thêm một lính lê dương khác là Santo Merinos (quê ở Tây Ban Nha) cùng đi. Ông còn giải thoát cho 25 người tù khác  ,mang theo một khẩu súng máy Bren và hai khẩu súng trường, hai hộp lựu đạn và một thùng đạn. Tại khu kháng chiến, lực lượng Việt Minh mà ông gặp chỉ có trang bị rất thiếu thốn: ba khẩu súng hỏa mai của Pháp với độ dài khác nhau, các sĩ quan đeo súng ngắn, một số chiến sĩ mang theo dao, kiếm hoặc dùng súng ngắn rất cũ. Ông đã tặng lại số súng đạn mang theo, các chiến sĩ Việt Nam rất vui mừng vì có vũ khí kiểu mới nên đã giết thịt một con bê để chiêu đãi.
Ông được đặt tên Việt Nam là Nguyễn Văn Lập và chính thức gia nhập Quân đội Nhân dân Việt Nam, là một trong những chiến sĩ "Việt Nam mới"., còn người bạn Santo Merinos đi cùng ông được đặt tên là Nguyễn Văn Vĩ (sau này hi sinh năm 1951 tại chiến trường Lào)
Giai đoạn những năm 1946-1948, điều kiện sống hết sức khắc nghiệt.Ông kể: "Chúng tôi được cấp khẩu phần ăn 800 g mỗi ngày. Nếu mua được rau thì tốt, còn không chúng tôi cố gắng tìm thứ mang tên rau tàu bay. Đó là nguồn cung lương thực duy nhất cho toàn quân". Khẩu hiệu kháng chiến của Việt Nam tương đồng với người Hy Lạp, đó là "Tự do hay là chết"
Khi tham gia Việt Minh, ông hoạt động trong các đơn vị chính quy Khu 5. Ở chiến trường Quảng Nam - Đà Nẵng, ông được giao công tác địch vận, phát thanh vào đồn quân Pháp, gọi hàng được 40 lính lê dương bỏ hàng ngũ của Pháp và cứu sống được 120 người bị địch bắt. Ông cũng từng cùng đồng đội bắn rơi 1 máy bay Morane-Saulnier và bắt sống 3 phi công Pháp ở gần ga Phú Cang (Quảng Nam). Ngày 13 tháng 4 năm 1948, đơn vị ông chống càn tại Hương An - Bà Rén, tiêu diệt 200 quân đối phương.
Nguyễn Văn Lập cũng từng làm tổng giám thị trại tù binh Âu Phi số 3 ở Quảng Ngãi, ông đã làm tốt công tác giáo dục, làm cho họ hiểu rõ chính nghĩa của Việt Nam chống xâm lược, và chính sách nhân đạo của chính phủ kháng chiến.
Năm 1949, ông được kết nạp vào Đảng Lao động Việt Nam. Cấp bậc cao nhất của ông là đại úy.

### Tại miền Bắc Việt Nam sau 1954
Sau Hiệp định Genève, 1954 ông tập kết ra Bắc và tiếp tục hoạt động cách mạng.
Ông gặp người vợ người Việt đầu tiên trong lúc phục vụ trong quân đội. Sau 1954, vợ ông bị vu oan là phản động và bị bắt giam. Để khỏi bị liên lụy, ông từ bỏ người vợ này.
Sau khi giải ngũ, ông làm phiên dịch cho chuyên gia Cộng hoà Dân chủ Đức ở Nhà máy in Tiến Bộ. Tại đây, ông quen biết và lấy vợ thứ hai là người Hà Nội. Sau đó người vợ thứ nhất của ông được tuyên trắng án và được thả tự do, bà khiếu nại việc bị chồng bỏ. Chính quyền cho phép ông được đa thê nhưng ông từ chối, nên ông bị khai trừ ra khỏi Đảng Lao động. Sau đó vợ thứ hai của ông sinh ra ba đứa con tại miền Bắc Việt Nam và 1 con nữa ở Hy Lạp.
Ông từng lái xe tải ở các mỏ than Na Dương, mỏ thiếc Cao Bằng và nhiều lần đi đóng các vai Pháp, Mỹ trong một số bộ phim truyện Việt Nam.

### Trở về Hy Lạp
Năm 1965, ông cùng gia đình trở về Hy Lạp, nơi ông còn có mẹ già đang sống theo nguyện vọng của mẹ. Vợ ông hạ sinh đứa con thứ tư tại Thesaloniki.  Tại quê hương, ông vất vả hòa nhập lại cộng đồng. Ông cũng tham gia Đảng Cộng sản Hy Lạp, thành lập Hội người Việt Nam tại Hy Lạp, vận động ủng hộ vật chất cho Việt Nam.
Dù trở về Hy Lạp nhưng ông luôn nghĩ tới Việt Nam. Ông cảm thấy rất vui sướng khi nhận được tin Việt Nam chiến thắng trong cuộc kháng chiến chống Mỹ. Ông cũng chia sẻ: "Trong tâm trí tôi luôn có hình ảnh những trẻ em là nạn nhân chất độc dioxin. Tôi gặp các em trong vài chuyến thăm Đà Nẵng sau này. Nếu chứng kiến tận mắt, bạn sẽ thấy trái tim mình đau đớn đến chừng nào".
Ông đã nhiều lần trở lại Việt Nam thăm đồng đội cũ, chiến trường xưa và dự Đại hội Liên hoan Chiến sĩ thi đua toàn quốc. Ông cũng từng tháp tùng Tổng thống Hy Lạp Karolos Papoulias trong chuyến sang thăm chính thức Việt Nam năm 2008 và được nhiều nhà lãnh đạo Việt Nam như Đại tướng Võ Nguyên Giáp, Chủ tịch nước Nguyễn Minh Triết... tiếp thân mật.
Ông từng phát biểu:
"Tôi yêu đất nước và con người Việt Nam. Họ được sinh ra với một nụ cười và chết đi với một nụ cười. Họ là những người tốt bụng. Tôi đã được tuyên bố là một anh hùng. Họ nhớ đến tôi suốt những năm qua. Họ cũng làm thơ cho tôi. Một trong số họ nói rằng "chúng tôi cảm ơn Hy Lạp đã sinh ra một câu chuyện thần thoại cho chúng tôi và trở thành anh hùng của chúng tôi"
Năm 2014, ông trả lời phỏng vấn: 
"Không ai biết về định mệnh của mình. Nếu không tham gia Binh đoàn Lê dương, không tới Việt Nam và không gia nhập Việt Minh, tôi sẽ trở thành người như thế nào? Tôi tự hào về những điều tôi đã và sẽ tiếp tục cống hiến cho Việt Nam với cả trái tim của mình, bởi họ xứng đáng với điều đó. Tôi yêu mến và kính trọng họ. Tôi chẳng hối tiếc điều gì. Nếu cuộc đời tôi còn cơ hội tương tự, tôi sẽ làm giống hệt quá khứ"

### Qua đời
Ông qua đời ngày 25 tháng 6 năm 2021 tại Athens, Hy Lạp, hưởng thọ 94 tuổi. Chủ tịch nước Nguyễn Xuân Phúc, nguyên Chủ tịch nước Nguyễn Minh Triết, Phó Thủ Tướng Chính Phủ Phạm Bình Minh, Bộ trưởng Bộ Quốc phòng Phan Văn Giang, Bộ trưởng Bộ Ngoại giao Bùi Thanh Sơn và Chủ tịch Liên hiệp các Tổ chức hữu nghị Việt Nam Nguyễn Phương Nga đã gửi điện chia buồn cho gia đình ông. Đại sứ Lê Hồng Trường và cán bộ, nhân viên Đại sứ quán Việt Nam tại Hy Lạp cùng tham dự Lễ tang ông tổ chức vào ngày 29 tháng 6.
Do đại dịch Covid-19 tại hai nước Hy Lạp và Việt Nam, nên phải đến ngày 2 tháng 8 năm 2022, ông mới được tổ chức an táng tại Việt Nam theo nguyện vọng của ông và gia đình, tại nghĩa trang Quân khu 5, phường Hòa Thọ Tây, quận Cẩm Lệ, thành phố Đà Nẵng.

## Gia đình
Ông có hai vợ người Việt. Người vợ thứ nhất ông gặp trong lúc phục vụ trong quân đội; ông bỏ bà sau khi bà bị cáo buộc là phản động và bị bắt giam.  Sau đó ông kết hôn với một cô gái Việt Nam tên là Đỗ Thị Chung. Họ có 4 người con: một con trai Nguyễn Văn Thành, ba con gái Nguyễn Thị Bạch Tuyết, Nguyễn Thị Bạch Nga và Nguyễn Thị Tự Do. Ông cho rằng tên người con út cũng chính là một ý nguyện trong suốt cuộc đời ông, đấu tranh không mệt mỏi cho độc lập và tự do.

## Khen thưởng
Nhà nước Việt Nam đã tặng ông nhiều phần thưởng cao quý như Huân chương Chiến công hạng Nhất, Huân chương Hữu nghị. Ngày 9 tháng 11 năm 2010, Chủ tịch nước Việt Nam Nguyễn Minh Triết có quyết định công nhận quốc tịch Việt Nam theo nguyện vọng của ông. Tháng 5 năm 2013, Chủ tịch nước Trương Tấn Sang ký quyết định tặng danh hiệu Anh hùng lực lượng vũ trang nhân dân Việt Nam cho ông.
Cuộc đời ông được đạo diễn Yannis Tritsibidas dựng thành bộ phim tài liệu dài 88 phút Viet Costas: Citizenship undefined (tạm dịch: Ông Costas Việt Nam - Quốc tịch chưa xác định) sản xuất năm 2012. Bộ phim được trao giải Nhất tại Liên hoan phim tài liệu lần thứ 6 của Hy Lạp diễn ra tại thành phố Chalkida.